# AdAway
AdAwayは、Android用の広告ブロックアプリケーションであり、FOSSである。

## 歴史
2011年6月にドミニク・シュールマン（Dominik Schürmann）によって開始されたが、現在は他の開発者によって管理されている。2013年に、他の広告ブロックアプリとともにGoogle Playストアから削除された。削除後、AdAwayはアプリストアF-Droidを通じてダウンロードを提供した。

## 特徴
AdAwayは、さまざまな場所のhostsファイルを使用し、それらを自動的に組み合わせることで広告をブロックする。ユーザーは、追加のドメインをブロックまたは信頼するか、新しいhostsファイルを追加することができる。このタスクを支援するために、DNS要求をログに記録するオプションがある。AdAwayの実際のバージョン5.10.0では、ルートアクセス（ホストファイルがシステムパーティションにあるため）またはルート化されていないデバイスではローカルVPNの使用が必要である。ローカルVPNはAdAway自体によって提供され、主にアプリ上の広告を完全に無料で削除するために使用される。